# Dobrovlje (Zreče)
Dobrovlje (Duits: Dobrole) is een plaats in Slovenië en maakt deel uit van de gemeente Zreče in de NUTS-3-regio Savinjska. De plaats telde 375 inwoners op 1 januari 2020.

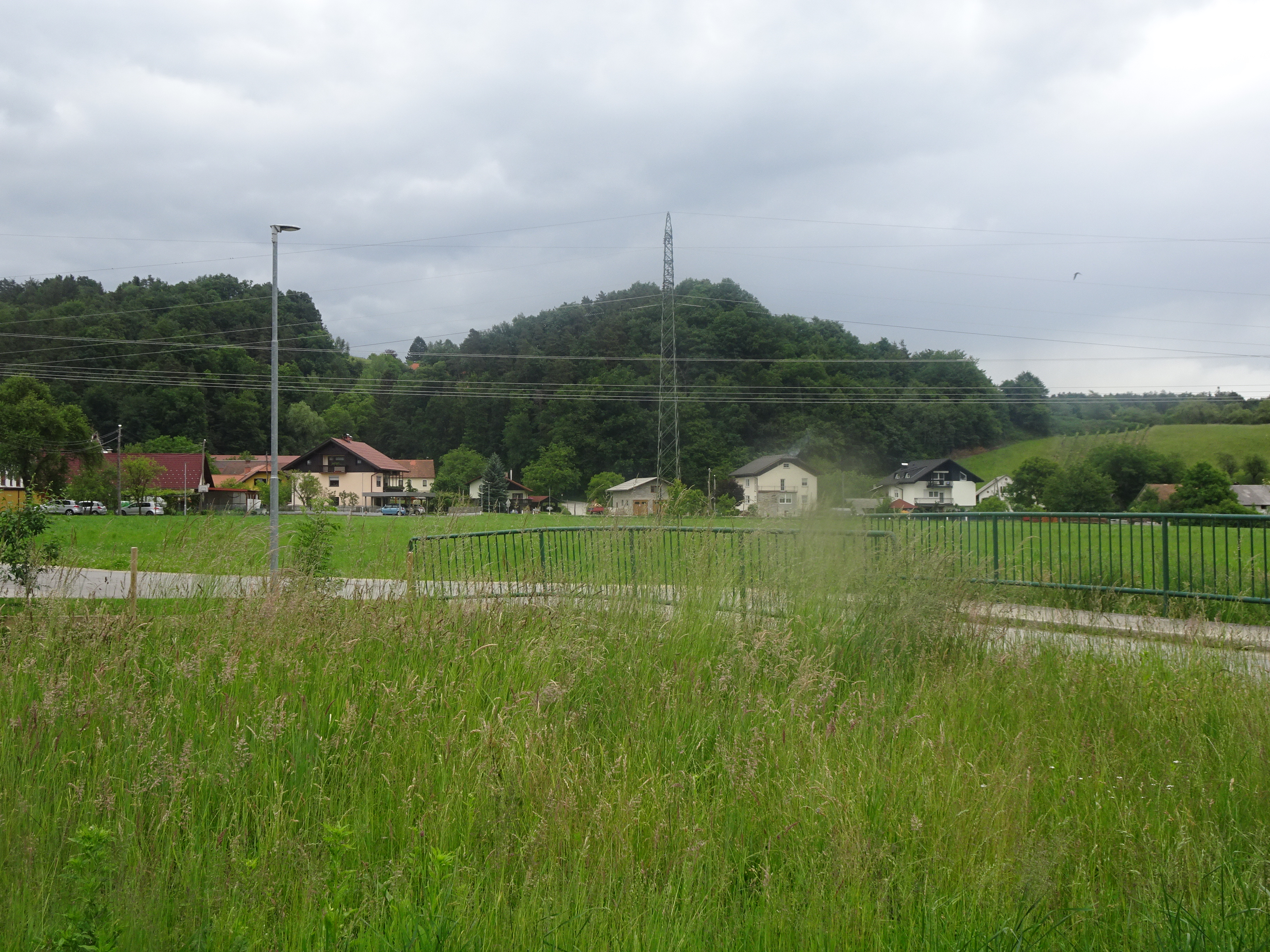
Dorpsaanzicht